# Drew Seeley
Drew Seeley, pseudonimo di Andrew Michael Edgar Seeley (Quebec City, 30 aprile 1982), è un attore, cantante e produttore cinematografico canadese.
Drew Seeley ha recitato in diversi spettacoli televisivi e film (tra cui Another Cinderella Story del 2008, con Selena Gomez), ma ha effettivamente raggiunto la notorietà per il suo ruolo nel tour High School Musical: Il concerto, dove ha interpretato Troy Bolton, poiché Zac Efron era impegnato nelle riprese del film Hairspray - Grasso è bello.
È stato poi impegnato nel ruolo del Principe Eric nel musical Disney a Broadway The Little Mermaid (La sirenetta).
Si è sposato con Amy Paffrath nel 2013. Seeley ha una figlia di nome Ember Florence, nata a luglio 2019.

## Filmografia

### Cinema
- Complete Guide to Guys, regia di Jeff Arch (2005)
- The Modern Unicorn's Guide to Love and Magic, regia di Ryan M. Moore - cortometraggio (2006)
- Christopher Brennan Saves the World, regia di Jesse Dykstra - cortometraggio (2006)
- Another Cinderella Story, regia di Damon Santostefano (2008)
- The Shortcut, regia di Nicholaus Goossen (2009)
- The Madame, regia di David Christopher Lee - cortometraggio (2012)
- Voices (Pitch Perfect), regia di Jason Moore (2012) - voce
- Hanson: Get the Girl Back, regia di Adam Neustadter - cortometraggio (2013)
- Second Time Around, regia di Drew Seeley - cortometraggio (2014)
- LA Bound: 7 Things Nobody Tells You About Moving to LA, regia di Josh Shernoff - cortometraggio (2014)
- Yellow Day, regia di Carl Lauten (2015)
- Union Bound, regia di Harvey Lowry (2016)
- Do Over, regia di Ryan Francis (2016)
- Chalk It Up, regia di Hisonni Johnson (2016)
- Amore e ossessione, regia di Craig Goldstein(2018)

### Televisione
- Sentieri (The Guiding Light) - serie TV, 3 episodi (2000)
- Dawson's Creek - serie TV, episodio 6x03 (2002)
- One Tree Hill - serie TV, episodi 1x04-1x10 (2003-2004)
- Una star in periferia (Stuck in the Suburbs), regia di Savage Steve Holland - film TV (2004)
- Campus Confidential, regia di Melanie Mayron - film TV (2005)
- High School Musical, regia di Kenny Ortega - film TV (2006) - voce
- Claire, regia di Stephen Bridgewater - film TV (2007)
- Zack e Cody al Grand Hotel (The Suite Life of Zack and Cody) - serie TV, episodio 3x18 (2008)
- I Kissed a Vampire - webserie, 3 episodi (2009)
- Freshman Father, regia di Michael Scott - film TV (2010)
- The Closer - serie TV, episodio 6x07 (2010)
- Glory Daze - serie TV, 10 episodi (2010-2011)
- TalhotBlond - Trappola virtuale (TalhotBlond), regia di Courteney Cox - film TV (2012)
- Lovestruck: The Musical, regia di Sanaa Hamri - film TV (2013)
- Non-Stop, regia di Sanaa Hamri - film TV (2013)
- Hacker mortale (He Knows Your Every Move), regia di Lane Shefter Bishop - film TV (2018)
- A Christmas for the Books, regia di Letia Clouston - film TV (2018)

## Discografia

### Album
- 2011 – The Resolution

### EP
- 2018 – DownTime
- 2021 – Dark Days (con Tha Vill)
- 2021 – Way Up (con Tha Vill)

### colonne sonore
- 2005 - BYou
- 2006 - High School Musical: The Soundtrack
- 2006 - The Cheetah Girls 2: The Soundtrack
- 2007 - Jump In!
- 2007 - High School Musical: The Concert
- 2007 - Disney Mania 5
- 2007 - Disney Channel Holiday
- 2008 - The Star Treatment
- 2008 - New Classic

### Altre canzoni
- 2005 - Some Day My Prince Will Come (canzone di Ashley Tisdale; Seeley ha prestato la voce al principe)
- 2006 - Start of Something New con Vanessa Hudgens e Zac Efron - da High School Musical
- 2006 - Get'cha Head in the Game con Corbin Bleu - da High School Musical
- 2006 - Breaking Free con Vanessa Hudgens e Zac Efron - da High School Musical
- 2006 - We're All in This Together con il cast High School Musical - da High School Musical
- 2006 - What I've Been Looking For (Reprise) con Vanessa Hudgens - da High School Musical
- 2007 - Dance With Me con Belinda (cantante) - da The Cheetah Girls 2
- 2007 - I'm Ready - da Jump In! Soundtrack
- 2007 - Find Yourself - da DisneyMania 5
- 2007 - I'll Be Home for Christmas - da A Disney Channel Holiday
- 2007 - This Is Our Year con Kari Kimmel - da Kim Possible "Graduation Part 2"

## Doppiatori italiani
Nelle versioni in italiano delle opere in cui ha recitato, Drew Seeley è stato doppiato da:
- Gabriele Lopez in Una star in periferia
- Renato Novara in Another Cinderella Story
- Alessandro Quarta in Zack e Cody al Grand Hotel
- Leonardo Graziano in The Closer
- Francesco Pezzulli in Shooter